# Euploea belia
Euploea belia är en fjärilsart som beskrevs av Waterhouse och Charles Lyell 1914. Euploea belia ingår i släktet Euploea och familjen praktfjärilar. Inga underarter finns listade i Catalogue of Life.